# Loktak
Loktak je sladkovodní jezero v Indii. Nachází se nedaleko města Moraing ve státě Manípur v nadmořské výšce 769 m. S rozlohou 287 km² je největším jezerem Severovýchodní Indie. Maximální hloubka dosahuje 4,6 m. V povodí jezera žije okolo 100 000 osob.
Jezero je využíváno k rybolovu a jako zdroj pitné vody. Obyvatelé žijí na umělých plovoucích ostrovech zvaných phumdi. Pěstuje se rýže setá, ovsucha a třtinovník. Roste zde invazivní tokozelka nadmutá.
V roce 1977 byl vyhlášen národní park Keibul Lamjao, který je jediným plovoucím národním parkem na světě. Od roku 1990 je místní ekosystém chráněn podle Ramsarské úmluvy. Hlavní atrakcí parku je endemický poddruh jelena lyrorohého, který je adaptován na chůzi po bažinaté půdě. Dále zde žije více než čtyři sta živočišných druhů, např. krajta tygrovitá, sambar indický, cibetka asijská, kočka Temminckova, zoborožec střapatý, luňák hnědý, špaček indomalajský, lezoun indický a hadohlavci. Za účelem rybolovu byl introdukován amur bílý.
Byla zde vybudována přehrada Ithai s vodní elektrárnou. Den jezera se slaví 15. října.